# Campionati del mondo di ciclismo su pista 2005
I Campionati del mondo di ciclismo su pista 2005 (en.: 2005 UCI Track World Championships) si svolsero a Los Angeles, negli Stati Uniti, tra il 24 ed il 27 marzo, all'interno del VELO Sports Center.
Furono 15 le gare in programma, delle quali 9 maschili e 6 femminili.

## Medagliere
| Pos.   | Nazione       | Oro | Argento | Bronzo | Totale |
| ------ | ------------- | --- | ------- | ------ | ------ |
| 1      | Gran Bretagna | 4   | 1       | 1      | 6      |
| 2      | Paesi Bassi   | 2   | 3       | 3      | 8      |
| 3      | Germania      | 2   | 0       | 1      | 3      |
| 4      | Australia     | 1   | 3       | 5      | 9      |
| 5      | Russia        | 1   | 2       | 0      | 3      |
| 6      | Francia       | 1   | 1       | 0      | 2      |
| 6      | Italia        | 1   | 1       | 0      | 2      |
| 8      | Ucraina       | 1   | 0       | 1      | 2      |
| 9      | Belgio        | 1   | 0       | 0      | 1      |
| 9      | Danimarca     | 1   | 0       | 0      | 1      |
| 11     | Spagna        | 0   | 1       | 1      | 2      |
| 12     | Barbados      | 0   | 1       | 0      | 1      |
| 12     | Grecia        | 0   | 1       | 0      | 1      |
| 12     | Nuova Zelanda | 0   | 1       | 0      | 1      |
| 16     | Belgio        | 0   | 0       | 2      | 2      |
| 17     | Svizzera      | 0   | 0       | 1      | 1      |
| Totale | Totale        | 15  | 15      | 15     | 45     |

## Podi
| Evento                            | Oro                                                               | Prestazione | Argento                                                        | Prestazione | Bronzo                                                                    | Prestazione |
| Uomini                            |                                                                   |             |                                                                |             |                                                                           |             |
| Chilometro a cronometro dettagli  | Theo Bos Paesi Bassi                                              | 1'01"165    | Jason Queally Gran Bretagna                                    | 1'01"230    | Chris Hoy Gran Bretagna                                                   | 1'02"262    |
| Keirin dettagli                   | Teun Mulder Paesi Bassi                                           |             | Barry Forde Barbados                                           |             | Shane Kelly Australia                                                     |             |
| Velocità dettagli                 | René Wolff Germania                                               |             | Mickaël Bourgain Francia                                       |             | Jobie Dajka Australia                                                     |             |
| Velocità a squadre dettagli       | Gran Bretagna Chris Hoy Jason Queally Jamie Staff                 | 44"379      | Paesi Bassi Theo Bos Teun Mulder Tim Veldt                     | 44"713      | Germania Matthias John Stefan Nimke René Wolff                            | 44"790      |
| Inseguimento individuale dettagli | Robert Bartko Germania                                            | 4'27"732    | Sergi Escobar Spagna                                           | 4'29"930    | Levi Heimans Paesi Bassi                                                  | 4'30"707    |
| Inseguimento a squadre dettagli   | Gran Bretagna Steve Cummings Rob Hayles Paul Manning Chris Newton | 4'05"619    | Paesi Bassi Levi Heimans Jens Mouris Peter Schep Niki Terpstra | 4'09"971    | Australia Matthew Goss Ashley Hutchinson Mark Jamieson Stephen Wooldridge | 4'07"717    |
| Corsa a punti dettagli            | Volodymyr Rybin Ucraina                                           | 38          | Ioannis Tamouridis Grecia                                      | 36          | Joan Llaneras Spagna                                                      | 34          |
| Americana dettagli                | Mark Cavendish Robert Hayles Gran Bretagna                        | 0           | Robert Slippens Danny Stam Paesi Bassi                         | 22 (-1)     | Matthew Gilmore Iljo Keisse Belgio                                        | 20 (-1)     |
| Scratch dettagli                  | Alex Rasmussen Danimarca                                          |             | Greg Henderson Nuova Zelanda                                   |             | Matthew Gilmore Belgio                                                    |             |
| Donne                             |                                                                   |             |                                                                |             |                                                                           |             |
| 500m a cronometro dettagli        | Natallja Cylinskaja Bielorussia                                   | 34"738      | Anna Meares Australia                                          | 34"752      | Yvonne Hijgenaar Paesi Bassi                                              | 34"928      |
| Keirin dettagli                   | Clara Sanchez Francia                                             |             | Elisa Frisoni Italia                                           |             | Yvonne Hijgenaar Paesi Bassi                                              |             |
| Velocità dettagli                 | Victoria Pendleton Gran Bretagna                                  |             | Tamila Abasova Russia                                          |             | Anna Meares Australia                                                     |             |
| Inseguimento individuale dettagli | Katie Mactier Australia                                           | 3'38"720    | Katherine Bates Australia                                      | 3'42"848    | Karin Thürig Svizzera                                                     | 3'45"490    |
| Corsa a punti dettagli            | Vera Carrara Italia                                               | 31          | Ol'ga Sljusareva Russia                                        | 29          | Katherine Bates Australia                                                 | 21          |
| Scratch dettagli                  | Ol'ga Sljusareva Russia                                           |             | Katherine Bates Australia                                      |             | Ljudmyla Vypyrajlo Ucraina                                                |             |